# 美国联邦索赔法院
美国联邦索赔法院（United States Court of Federal Claims；Fed. Cl. or C.F.C.）是接受向美国联邦政府索赔案的美国联邦法院。其前身是于1855年成立的美国索赔法院，因此是美国现存历史最悠久的联邦法院之一。美国联邦索赔法院位于白宫以北的麦迪逊街上的国家法院大楼内。